# (رواية) حاجب السلطان
حاجب السلطان رواية للكاتب المغربي صلاح الدين أقرقر، صدرت سنة 2025  ضمن منشورات المركز الثقافي العربي،
تمثل عملاً روائيًا تاريخيًا يسلط الضوء على حقبة أواخر القرن التاسع عشر وبداية القرن العشرين في المغرب. تتناول الرواية قصة شاب من منطقة سوس, يحلم بأن يصبح حاجبًا للسلطان، حيث يسعى لتحقيق نبوءة جده من خلال رحلته إلى مدينة فاس التي تشهد تحولات سياسية واجتماعية كبيرة في تلك الفترة، وهي فترة ما قبل الحماية في أواخر القرن التاسع عشر وبدايات القرن العشرين، في ظل تصاعد الأطماع الاستعمارية الأوروبية وفي ظل انقسام |المغرب بين "بلاد المخزن" و"بلاد السيبة"

## نبذة
تعتمد الرواية على سرد للأحداث التاريخية، مستندة إلى معجم لغوي متناسب مع الزمن الذي تدور فيه الحكاية، مع التركيز على جوانب إنسانية وحياتية وتناقش موضوعات مثل السلطة، الهوية، والانتماء في سياق تاريخي مضطرب. يكتشف البطل امتلاكه قدرة على علاج الناس بالرقية، الأمر الذي يقرّبه من بوحمارة الفتان، وهو سلطان مزيف ينازع السلطان الشرعي الحكم. تتطور الأحداث إلى صراع بين الطرفين ينتهي بهزيمة بوحمارة السلطان المزيف. الرواية تتجاوز سرد الوقائع الرسمية لتعيد تفسير الماضي وتسبر أغواره المهملة، فتفتح نافذة لفهم أعمق لتاريخ المغرب الحديث.

عن الرواية التاريخية يقول الكاتب
“العودة إلى التاريخ ليست حنينا، بل مساءلة. نكتب التاريخ لا لنمجده، بل لنفضح ما تم دفنه فيه عمدا. الرواية التاريخية اليوم لم تعد تتغنى بالماضي، بل تحاكمه، تفكك أسطورته، وتنفض الغبار عن الحقائق الهشة.” 

## دلالة العنوان
حاجب السلطان في التاريخ المغربي هو أحد كبار رجال القصر، يتولى تنظيم الدخول على السلطان، وإيصال الرسائل والطلبات، وإبلاغ الأوامر، فضلًا عن الإشراف على بعض شؤون القصر. وقد ارتبط المنصب بثقة السلطان المطلقة في شاغله، نظرًا لقربه المباشر من مركز اتخاذ القرار، مما جعل الحاجب شخصية محورية في البلاط وفاعلًا مؤثرًا في مسار الأحداث السياسية.  وفي بعض القراءات التاريخية، يُمثّل الحاجب ما هو أبعد من مجرد منصب سلطاني، إذ يجسد تعقيدات المشهد السياسي. 

## الشخصيات
- الشاب السوسي : بطل الرواية ولد ونشأ بجنوب المغرب بتارودانت وسافر لفاس والتحق بجامعة القرويين، ليحقق حلما بأن يصبح حاجبا للسلطان, عندما يصل إللا فاس تسقبله المدينة يكل مل فيها من المتع والفتن, فينغمس لكن مع تطور الأحداث سيصبح معالجا للناس، تم وليا صالحا ويحئى بمكانة اجتماعية عاليةن فيفتن عن الاستمرار في طلب العلم.
- بوحمارة : شخصية تاريخية واسمه الحقيقي كما أثبته بنفسه، هو الجيلاني بن عبد السلام بن إدريس اليوسفي الزرهوني، هو معارض مغربي نازع الدولة العلوية على حكم المغرب[3] بين عامي 1902 و1909 قاد بو حمارة (السلطان المزور) تمردا في شرق المغرب مستغلاً الأوضاع السياسية المضطربة، وأقنع الكثيرين بأنه الابن الأكبر للسلطان مولاي الحسن الأول[4]
- الشيخ الأعمى :شارك في الحرب المغربية الاسبانية سنة 1859. يعتبره البعض ضمير المدينة الحي يقدم للناس كلمة الحق. وهناك من يعتبر بأنه يتمتع بالكراميل.  قدم نبوءة جديدة لطالب العلم، وهي أنه سيصبح دا شأن
- حفيدة الشيخ الأعمى التي يتزوجها البطل الشاب السوسي

الأسلوب
اتعمد الكاتب على  لغة متينة غنية بالمفردات القديمة التي كان المغاربة يستعملونها في بداية القرن العشرين. كما رصع الكاتب سرده بآيات قرآنية تدعم المعني بشكل سلس وباشعار عربية  كشعر امرؤ القيس وأبو نواس وابو الأسود الدؤلي وأبو العتاهية وأحمد بن محمد الواسطي وعروة بن الورد والقطامي عمرو لن شييم والامام الشافعي وابو العلاء المعري والخبز أرزي ووصفي الدين الحلي وأوس بن حجر وابن سناء الملك

## الاستقبال
حصلت الرواية على اعتراف نقدي ووصلت إلى القائمة القصيرة لجائزة كتارا للرواية العربية،  